# Estoa

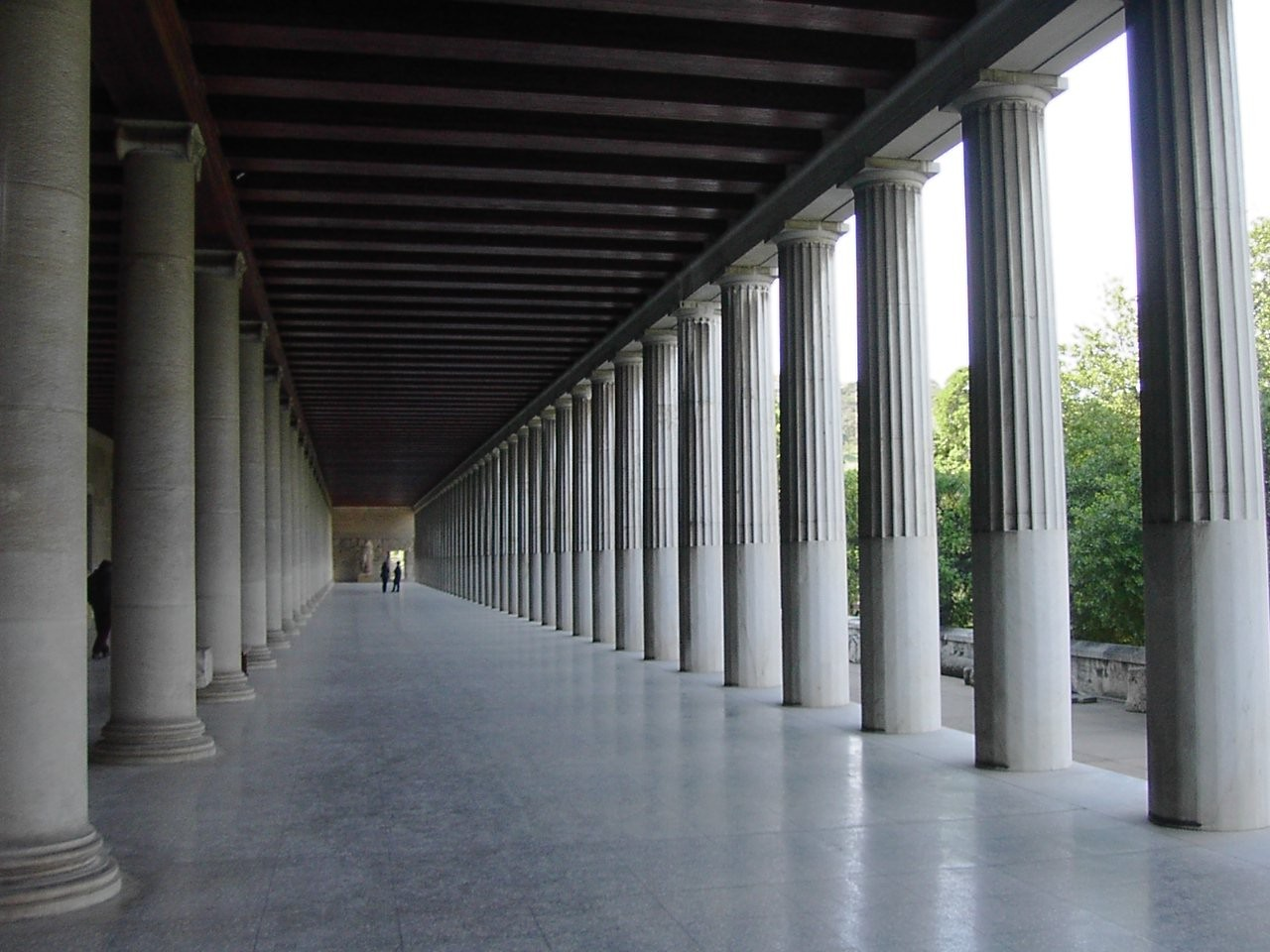
La estoa de Átalo, en Atenas.

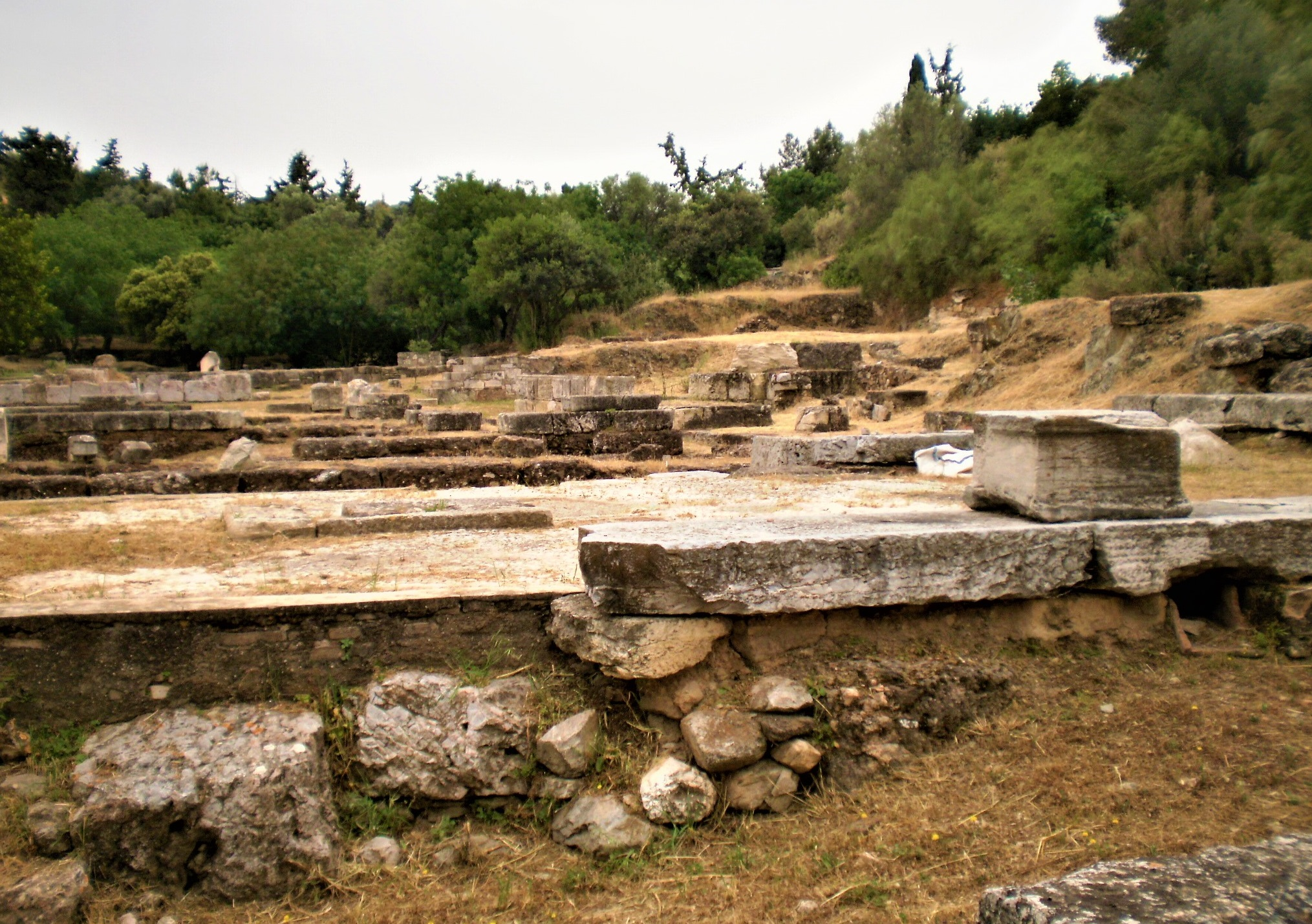
Estoa de Zeus Eleutherios (Ágora de Atenas).

Una estoa o stoa (del griego στοά ‘pórtico’) es una construcción propia de la arquitectura clásica, una de las más sencillas: un espacio arquitectónico cubierto, de planta rectangular muy alargada, conformado mediante una sucesión de columnas, pilares u otros soportes (columnata), y, en su caso, muros laterales. En el urbanismo griego solía formar parte de espacios públicos como gimnasios y jardines; aunque su localización preferente era el ágora (la plaza pública de las ciudades griegas).
Como espacio público protegido del sol y la lluvia, era un lugar idóneo para la vida social de las ciudades mediterráneas; a veces cumplía también funciones comerciales, alojando puestos de comercio. Es equivalente a los soportales o galerías porticadas de algunos otros lugares.
De una de las estoas atenienses, la Estoa Pecile, deriva el nombre del estoicismo, pues en ella el filósofo Zenón de Citio impartía sus enseñanzas a sus discípulos.
Como tipo de construcción se remonta a la época micénica, reapareciendo en la época arcaica en el Hereo de Samos (siglo VII a. C.), y en la época clásica en Delfos (a partir del 480 a. C.), donde se usó para depositar el botín de las guerras médicas.

## Atenas

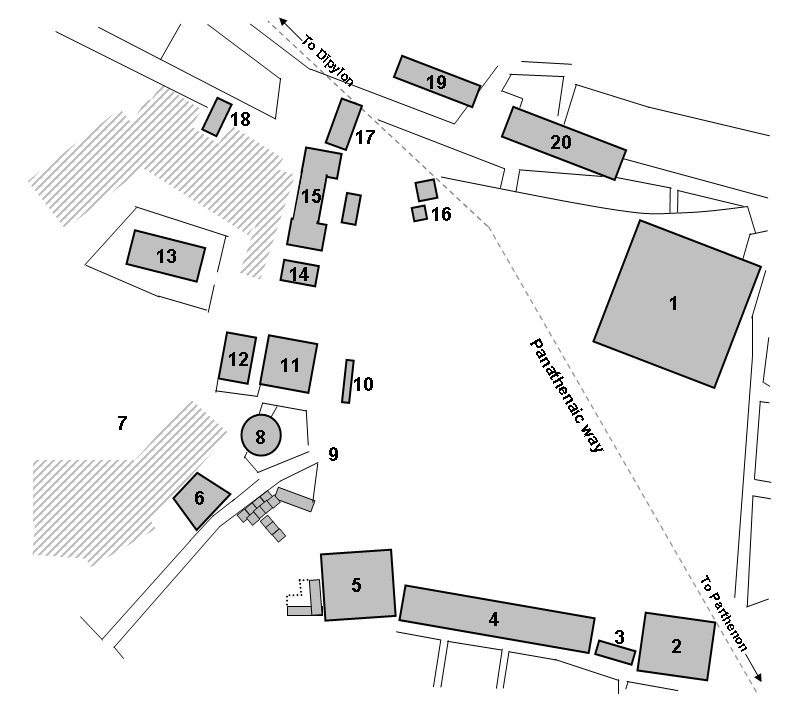
El ágora de Atenas en el Corresponden a estoas los números 4 (Estoa sur), 15 (Estoa de Zeus), 17 (Estoa Basileos), 19 (Estoa Pecile) y 20 (Estoa de Hermes).

- Estoa Pecile (‘pórtico policromado’) en el lado norte del ágora de Atenas. En ella enseñó Zenón y de ella tomaron el nombre su escuela (escuela estoica) y sistema filosófico (estoicismo).
- Estoa de Átalo, al este del ágora.
- Estoa Anfiareo, al este del santuario de Anfiareo, al sudeste del teatro de Dioniso.
- Estoa de Hermes, al norte del ágora.
- Estoa Basileos (‘pórtico real’), en la esquina noreste del ágora.
- Estoa de Zeus (Eleutherios), estoa doble en la esquina noroeste del ágora.
- Estoa sur I, en el lado sur del ágora, entre la Heliea y el Enneakrounos.
- Estoa sur II, en el extremo sur del ágora; se localizaba aproximadamente en el mismo lugar que la Estoa sur I, entre el Heliala y la Stoa media.
- Estoa de Artemisa Brauronia, con alas; era el límite sur del santuario de Artemisa Brauronia en la Acrópolis de Atenas, al sureste de los Propíleos, al oeste de la Calcoteca.
- Estoa media o central, aproximadamente en el centro del ágora, a la que dividía en sus zonas norte y sur.
- Estoa este, pequeña, en el cuadrante sureste del ágora.
- Estoa dórica, cerca del teatro de Dioniso, en el santuario de Dioniso Eleutero, al sur de la Acrópolis, compartiendo su muro norte con el teatro.

## Aso

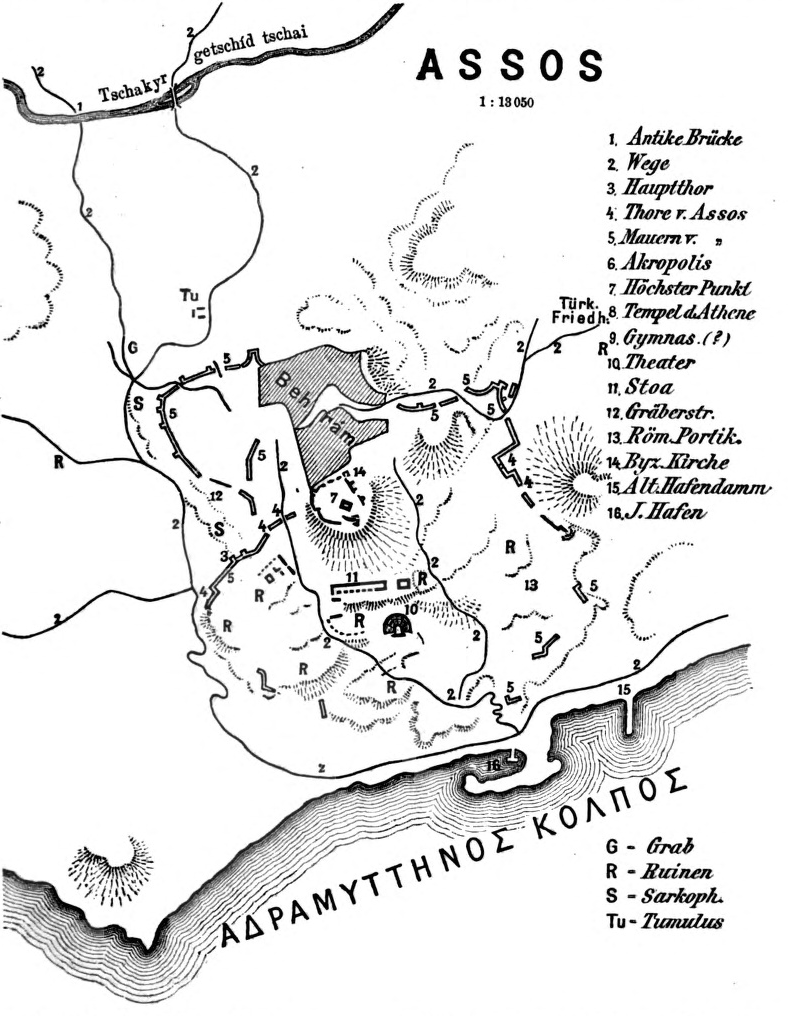
Mapa de la antigua Aso. El número 11 corresponde a una estoa.

- Estoa norte de Aso, de orden dórico, al norte del ágora.
- Estoa sur de Aso, al sur del ágora.

## Delfos

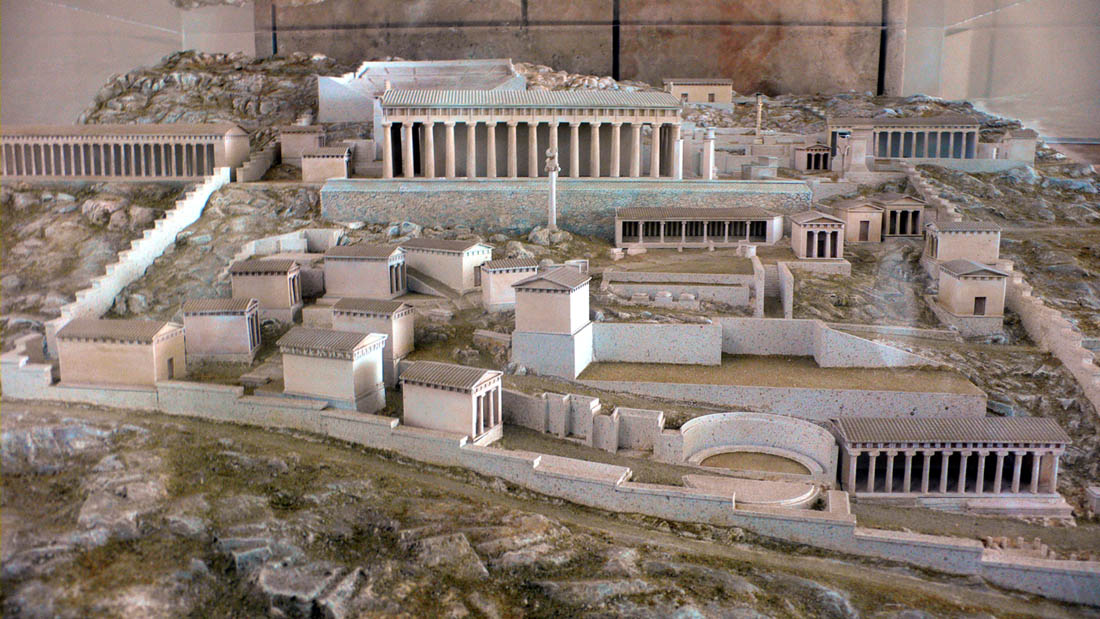
Maqueta de Delfos.

- Estoa de los atenienses en el santuario de Apolo en Delfos, al sur de la plataforma del templo de Apolo; el muro poligonal de la plataforma forma su muro norte.
- Estoa oeste de Delfos, se proyecta desde el muro occidental del santuario de Apolo, al suroeste del teatro.
- Estoa de Átalo I, en el santuario de Apolo, al este del teatro y noreste del templo de Apolo, cruza el muro del peribolos y desde allí se proyecta hacia el este.

## Delos

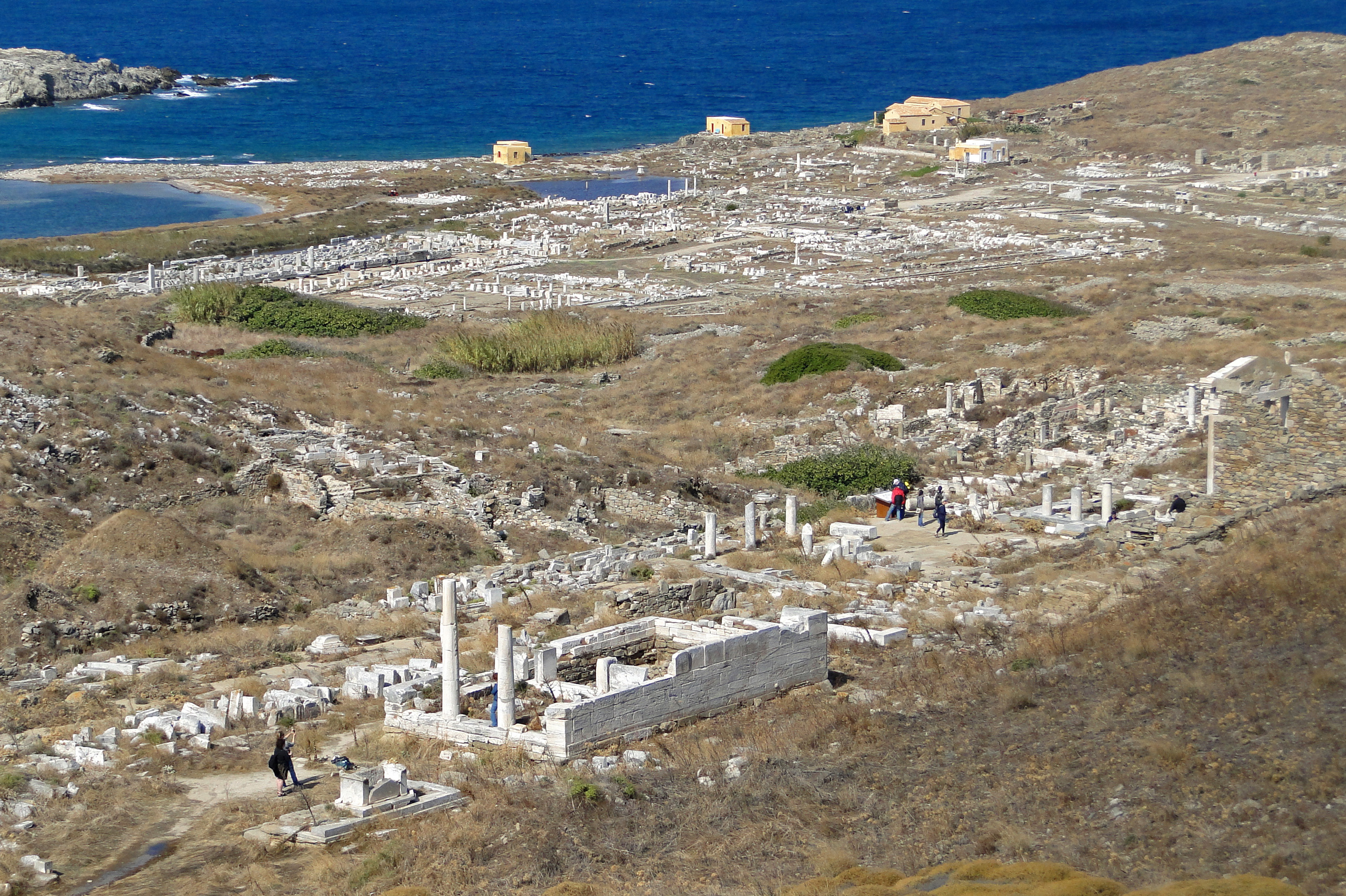
Delos.

- Estoa sur de Delos I, al sur del santuario de Apolo en Delos, al oeste de la Estoa oblicua y la Estoa en forma de L del ágora de los delios.
- Estoa de Filipo, al sur del santuario de Apolo, entre la Estoa sur y el puerto.
- Estoa oblicua al sur del santuario de Apolo y al sur de la Estoa en forma de L del ágora de los delios.
- Estoa de los Antígonos, estoa doble en el lado norte del santuario de Apolo.
- Estoa en forma de L del ágora de los delios, que delimita los lados norte y este de un espacio al sur del santuario de Apolo.
- Estoa de los naxios, en forma de L, forma la esquina suroeste del santuario de Apolo.
- Estoa en forma de L del Artemision de Delos, en torno al Templo de Artemisa, al lado este del santuario de Apolo.

## Braurón
- Estoa del Artemision de Braurón, de tres lados, rodeando el extremo norte del santuario de Artemisa en Braurón.

## Eleusis
- Estoa del gran atrio, estoa en forma de L con habitaciones, al noreste del gran propileos, fuera del santuario de Deméter y Kore, delimitando los lados este y oeste de un atrio.

## Epidauro
- Estoa de Apolo Maleatas al lado norte del santuario de Apolo Maleatas.

## Olimpia

Plano del santuario de Olimpia.

- Estoa sur de Olimpia en forma de T, en la parte sur del santuario de Olimpia.
- Pórtico del Eco, una estoa pintada al este del santuario de Olimpia, haciendo de límite este del santuario central.

## Priene
- Estoa sagrada, estoa doble al norte del ágora, en el centro de la ciudad.
- Estoa del santuario de Atenea Polias, estoa simple orientada al sur, forma el extremo sur del santuario de Atenea Polias.

## Samos
- Estoa sur de Samos, al suroeste del altar principal del santuario de Hera de Samos.
- Estoa noroeste de Samos, al noroeste del altar principal y al oeste y noreste de la puerta del santuario.

## Sunio
- Estoa oeste de Sunio, a lo largo del muro occidental del santuario de Poseidón, en ángulo recto y adyacente a la sala norte.
- Estoa norte de Sunio, a lo largo del muro norte del santuario, en su extremo occidental.

## Termo
- Estoa central de Termo, en el trazado norte-sur entre el templo de Apolo y la estoa sur.
- Estoa sur de Termo, al sur del santuario, en paralelo a su muro norte.
- Estoa este de Termo, en la esquina sureste del santuario.